# Gustav Roger Opočenský
Gustav Roger Opočenský (* 12. April 1881 in Krouna bei Skuteč; † 4. September 1949 in Prag) war ein tschechischer Schriftsteller.

## Person
Opočenský stammte aus einer evangelischen Pastorenfamilie. Er schrieb Romane, Erzählungen, Lyrik, Humoresken und Reportagen. In seiner Prosa schilderte er oft, stilistisch von Machar beeinflusst, mit sozialkritischem Grundton das Leben der einfachen Menschen in Böhmen und Mähren. Er verfasste daneben zahlreiche Lieder- und Chansontexte.
Opočenský war ein Jugendfreund des Schriftstellers Jaroslav Hašek und galt als dessen treuester Freund. Vor dem Ersten Weltkrieg war er Mitglied in dessen parodistischer Partei für gemäßigten Fortschritt in den Schranken der Gesetze. Opočenský Anekdotensammlung Čtvrt století s Jaroslavem Haškem gehört zu den bekanntesten Büchern über den Humoristen. Hašek wiederum verewigte Opočenský literarisch in seiner Chronik  Die Partei des maßvollen Fortschritts in den Grenzen der Gesetze.
Gustav R. Opočenský war der Vater des tschechischen Schauspielers Gustav Opočenský (1920–1992) sowie Großvater des Rock-Musikers Petr Opočenský (* 1950) und des Bildhauers Pavel Opočenský (* 1954).

## Werke
- Psancovy modlitby. Sociální verše. 1906
- Modlitby psance. Tragika a ironie. 1906
- Ve stínu ozbrojeného míru. 1907
- Jan Racek a jiné povídky. 1908
- Luhačovské dojmy. Verše. 1909
- Jak hasly ohně. 1909
- Povídky reportérovy. 1910
- Vyšehradské skály. Píseň v lidovém slohu. 1918
- Ať žije náš Masaryk! 1918
- T.G. Masaryk. Jeho život, práce a význam. 1919
- Psí dny. Humoresky. 1920
- Květy minulosti. 1921
- Svět pod čarou. Besedy se čtenáři. 1925
- Tyran život. 1926
- Strom v bouři. Verše 1928
- Frantík. Rok pražského kluka. 1931
- Skvělý trojlístek. Veselý románek tří pražských školáků. 1935
- Balada o duši Jaroslava Haška. 1936
- Chalupa ve stráni. 1946
- Zelené perly z La Platy. Dobrodružný román z třicátých let. 1947
- Čtvrt století s Jaroslavem Haškem. 14 celostránkových autentických snímků a ilustrací ze života Jaroslava Haška a jeho přátel. 1948